# Tongareva
Le tongareva, également appelé reo tongareva (pour « langue tongareva » en maori) est la langue polynésienne parlée sur Penrhyn (îles Cook). Il se distingue nettement du maori des îles Cook même si localement il est souvent considéré comme une variété dialectale de celui-ci alors qu'il est nettement plus proche du sous-groupe tahitien auquel les linguistes le rattachent. Il est parlé par 600 locuteurs. Il porte aussi le nom de tongareva, mangarongaro (exonyme) ou Penrhynese (en anglais). Facile à comprendre des locuteurs du rarotongan, il a tendance à disparaître rapidement. Les habitants de Palmerston emploient désormais uniquement l'anglais.
Le tongareva a été classé langue en grand danger d'extinction
.

## Écriture
| a | e | ng | h | i | k | m | n | o | p | r | s | t | u | v |

Les voyelles longues sont indiquées avec le macron et la consonne occlusive glottale est écrite avec l’apostrophe ou l’apostrophe culbutée.